# گراهام ریکس
 گراهام ریکس  (به انگلیسی: Graham Rix) (زاده ۲۳ اکتبر ۱۹۵۷ - دانکستر) بازیکن سابق و مربی فوتبال اهل انگلستان است. وی سابقه عضویت در باشگاه تاتنهام و چلسی و مربی‌گری در تیم چلسی و پورتس‌موث را دارد.